# Tony Deogan

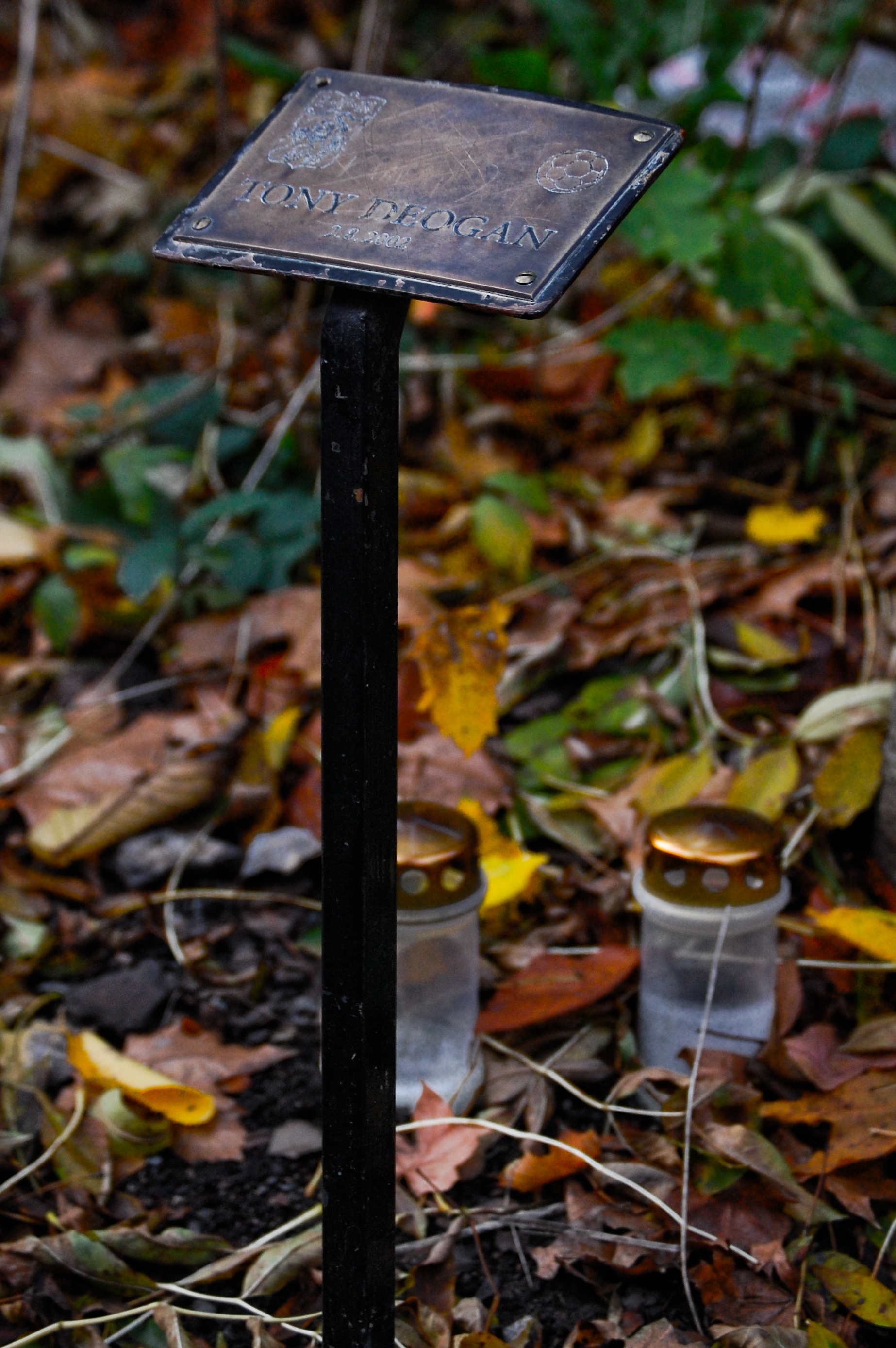
Minnesmärket beläget vid Högalidsparken, 2008.

Ankur Tony Deogan, född 25 november 1975, död 2 augusti 2002 i Stockholm, blev Sveriges första dödsoffer för fotbollshuliganism. Han misshandlades på Hornsbruksgatan invid Högalidsparken på Södermalm av AIK-anhängare före matchen mot IFK Göteborg, vilken ägde rum på Råsunda den 29 juli 2002. Deogan fördes i ambulans till Södersjukhusets akutmottagning. Efter en första undersökning beslutades om omedelbar operation på Karolinska sjukhuset i Solna. Fyra dagar senare dödförklarades Deogan.
Förundersökningen lades ned den 11 september 2003 av kammaråklagare Henrik Söderman på grund av att ingen ville vittna, vare sig supportrar från AIK eller IFK Göteborg. Deogan var medlem i IFK Göteborgs huliganfirma Wisemen.
Tonys bror Tommy Deogan är föreläsare mot våld. Tony Deogan är begravd på Norra begravningsplatsen utanför Stockholm.